# Diego Silang
Diego Silang y Andaya (* 16. Dezember 1730; † 28. Mai 1763) war ein Ilokano-Revolutionsführer, der zusammen mit den Briten die spanische Herrschaft auf den Nord-Philippinen beenden wollte, um einen unabhängigen Ilokano-Staat zu etablieren.

Büste von Diego Silang y Andaya (1730–1763) – philippinischer Ilokano-Revolutionsführer

Seine Revolte wurde vom Palaris-Aufstand in der Provinz Pangasinan inspiriert, der bereits im November 1762 ausgebrochen war, und vom Unmut der Bevölkerung aufgrund der hohen Steuern und der Willkür der Spanier gespeist sowie dem Anliegen, die Führung der katholischen Kirche im Land in die Hände qualifizierter einheimischer Priester zu geben und Ilocos eigenständig durch Einheimische regieren zu lassen.
Spanien war im Siebenjährigen Krieg mit Frankreich gegen Großbritannien verbündet. Die Briten hatten nicht zuletzt das Ziel, das spanische Weltreich zu schwächen. Bei der britischen Invasion schaffte die Britische Marine es bereits 1762 Manila zu erobern, wodurch die Einwohner von Ilocos Norte und Cagayan sich zu Aufständen gegen die verhassten Spanier ermutigt fühlten. Ursprünglich wollte Silang spanische Beamte durch Einheimische ersetzen und hatte sich gemeldet, um Soldaten aus Ilocos gegen die Briten zu führen. Die verzweifelten spanischen Funktionäre gaben jedoch ihre Befugnisse an den Bischof von Nueva Segovia (Vigan) weiter, der sich gegenüber Silangs Offerte verweigerte. Daraufhin attackierte Silang mit seinen Rebellen die Ortschaft Vigan und nahm die dortigen spanischen Priester gefangen. Silang wurde von den Briten, mit denen er fortan zusammenarbeitete, daraufhin zum Gouverneur von Ilocos ernannt. Die von den Briten versprochene militärische Verstärkung traf jedoch nie ein.
Silang wurde schließlich vom spanischen Mestizen Miguel Vicos, einem Freund des Rebellenführers, auf Geheiß kirchlicher Würdenträger in seinem eigenen Haus getötet. Nach seinem Tod übernahm seine Frau Gabriela Silang die Revolte. Nachdem die Gruppe in einen Hinterhalt geraten war, wurden Gabriela Silang und 100 Rebellen am 20. September 1763 exekutiert.